# Жерновец (приток Десны)
Жерновец (укр. Жорновець) — левый приток Десны, протекающий по Новгород-Северскому району (Черниговская область, Украина).

## География
Длина — 8 км.
Русло извилистое, пересыхает. Нет крупных приток. В селе Жерновка на реке создан пруд.
Река берёт начало восточнее села Жерновка. Река течёт на юго-запад, северо-запад. Впадает в Десну северо-западнее села Жерновка.
Пойма частично занята заболоченными участками с лугами, кустарниками и лесами (лесополосами). В приустьевой части реки широкое русло, которое частично зарастает водной и прибрежно-водной растительностью.
Населённые пункты на реке (от истока к устью):
1. Жерновка